# Boulis
Koordinaten: 38° 17′ N, 22° 49′ O
Boulis, auch als Bulis transkribiert (altgriechisch Βοῦλις), war eine von den Dorern gegründete antike Stadt in der griechischen Landschaft Phokis am Golf von Korinth.
Zur Zeit des Pausanias beschäftigte sich die Hälfte der Bevölkerung mit dem Sammeln und Verarbeiten von Purpurschnecken.
Der Hafen von Boulis, Mychos (Μυχός), das heutige Zalitza, lag etwa 1,2 Kilometer entfernt an der Küste. 
Die Stadt selbst lag auf einem Felsmassiv zwischen Hafen und Helikon.
In der Nähe von Boulis mündete ein Bergbach namens Herakleion in das Meer.
Pausanias zeigt sich von den Gebäuden in Boulis wenig beeindruckt und erwähnt Heiligtümer der Artemis und des Dionysos. Außerdem erwähnt er eine Quelle mit Namen Saunion.